# USS San Antonio (LPD-17)
USS San Antonio (LPD-17) amerykański okręt desantowy przystosowany do stanowienia stałej bazy wojskowych pojazdów wodno-lądowych oraz statków powietrznych i piechoty morskiej. Jest pierwszą jednostką serii okrętów desantowo-transportowych, (Amphibious Transport Dock), typu San Antonio.
5 października 2013 r. okręt wziął udział w operacji specjalnej schwytania Naziha Abd al-Hamida al-Rakiai alias Abu Anas al-Liby. Zaokrętowani na nim byli żołnierze podlegli USSOCOM JSOC.